# Municipio de Eagle (Dakota del Norte)
El municipio de Eagle (en inglés: Eagle Township) es un municipio ubicado en el condado de Richland en el estado estadounidense de Dakota del Norte. En el año 2010 tenía una población de 252 habitantes y una densidad poblacional de 2,3 personas por km².

## Geografía
El municipio de Eagle se encuentra ubicado en las coordenadas 46°31′56″N 96°46′56″O / 46.53222, -96.78222. Según la Oficina del Censo de los Estados Unidos, el municipio tiene una superficie total de 109.45 km², de la cual 109,45 km² corresponden a tierra firme y (0 %) 0 km² es agua.

## Demografía
Según el censo de 2010, había 252 personas residiendo en el municipio de Eagle. La densidad de población era de 2,3 hab./km². De los 252 habitantes, el municipio de Eagle estaba compuesto por el 97,22 % blancos, el 0,4 % eran afroamericanos, el 0,79 % eran asiáticos, el 0,4 % eran de otras razas y el 1,19 % eran de una mezcla de razas. Del total de la población el 0,4 % eran hispanos o latinos de cualquier raza.